# Jan Piechocki

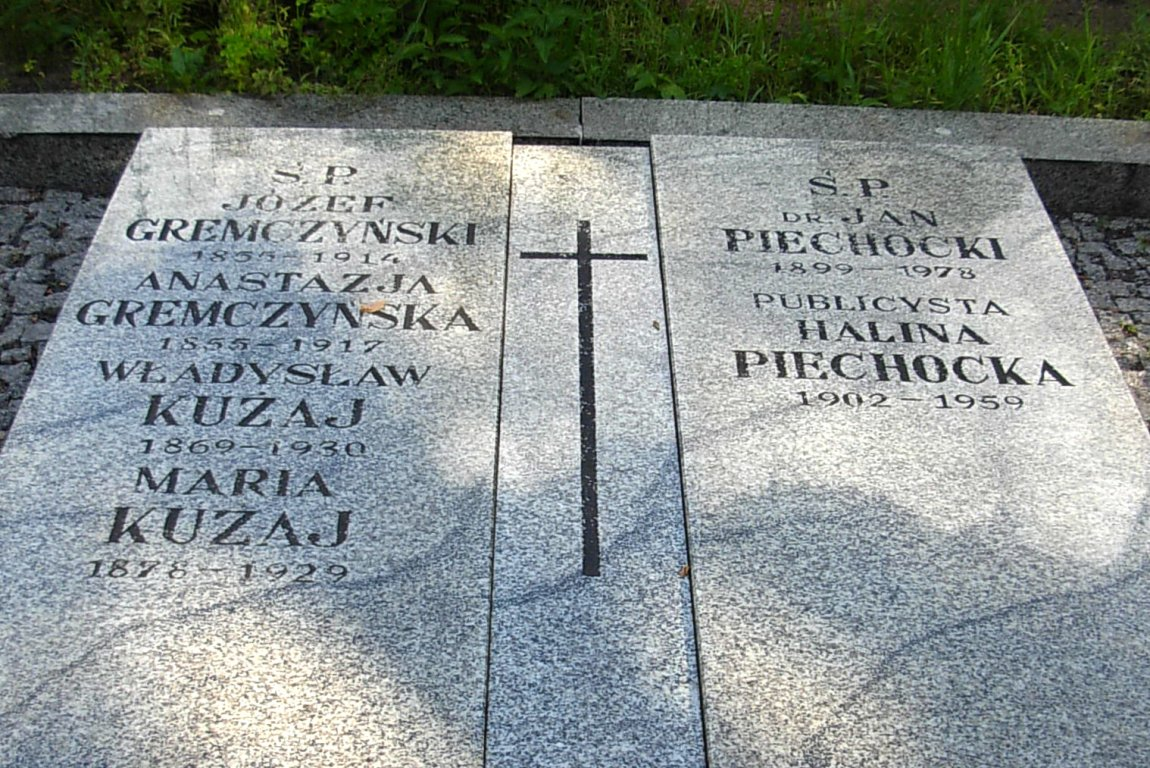
Nagrobek Jana Piechockiego na cmentarzu Nowofarnym w Bydgoszczy.

Jan Michał Piechocki (ur. 1899, zm. 1978) – bydgoski działacz kultury, nauczyciel, publicysta, dziennikarz, działacz Stronnictwa Demokratycznego.

## Życiorys
Urodził się 30 sierpnia 1899 r. w Inowrocławiu. Był synem Wacława, kupca i Anny z domu Szpek. Uczył się w Gimnazjum Klasycznym w Gnieźnie, dokąd przenieśli się jego rodzice. Po uzyskaniu w 1919 r. matury, podjął studia filologii polskiej na Uniwersytecie Poznańskim.

### Dwudziestolecie międzywojenne
W 1924 r. uzyskał prawo nauczania języka polskiego w szkołach średnich. Pracował początkowo w Państwowym Gimnazjum Humanistycznym w Środzie Wielkopolskiej (1925–1928), a potem, po przeniesieniu się do Bydgoszczy – w Państwowym Gimnazjum Humanistycznym (1928–1931) i Państwowym Gimnazjum Klasycznym (1931–1939). W 1926 r. uzyskał na Uniwersytecie Poznańskim stopień doktora filozofii. W latach 1930–1931 przebywał jako stypendysta Ministerstwa Wyznań Religijnych i Oświecenia Publicznego w Szwajcarii i Francji, gdzie był słuchaczem Instytutu Jean-Jacques Rousseau w Genewie oraz wizytował szkoły francuskie w Paryżu i w Normandii.
Pracę w szkole łączył z czynną działalnością społeczną. Współpracował z prasą bydgoską i poznańską („Dziennik Poznański”, „Wici Wielkopolskie”, „Dziennik Bydgoski”, „Gazeta Bydgoska”, „Kurier Bydgoski”, „Przegląd Bydgoski”); był też stałym recenzentem teatralnym, systematycznie omawiał w miejscowej prasie nowości wydawnicze. Na łamach „Wici” ogłosił swój programowy artykuł „Do czego możemy, do czego powinniśmy dążyć”, w którym wyjaśnił i zinterpretował zadania i cele stojące przed bydgoskim regionalizmem. Jako członek zarządu bydgoskiej Rady Artystyczno-Kulturalnej kierował literacką sekcją radiową Rozgłośni Pomorskiej Polskiego Radia w Bydgoszczy, wygłaszając w latach 1936–1939 cykle odczytów o literaturze i teatrze oraz tradycjach regionalnych Wielkopolski.
Wśród jego opracowań naukowych wydanych w dwudziestoleciu międzywojennym znalazła się m.in. „Norwidowska koncepcja sztuki-pracy” (1929).

### Okupacja niemiecka
Okupację niemiecką przeżył w Bydgoszczy. Dwukrotnie internowany, szczęśliwie uniknął śmierci. Pracował jako robotnik budowlany, kancelista w Kasie Chorych oraz w fabryce amunicji DAG Fabrik Bromberg w Łęgnowie. Odmówił podpisania niemieckiej listy narodowej. Przeżycia okupacyjne opisywał w artykułach drukowanych po wojnie w bydgoskiej prasie („Pomorze pod okupacją” – „Arkona” 1945–1946).

### Działalność kulturalna
Po wyzwoleniu miasta spod okupacji niemieckiej w styczniu 1945 r. włączył się do pracy nad normalizacją życia w Bydgoszczy jako tymczasowy inspektor szkolny. W okresie 1945–1947 był dyrektorem Państwowego Wyższego Kursu Nauczycielskiego w Bydgoszczy oraz przewodniczącym Komisji Weryfikacyjno-Klasyfikacyjnej dla słuchaczy szkół wyższych w Bydgoszczy. W latach 1945–1948 prowadził również zajęcia z historii literatury i kultury w bydgoskiej Szkole Dramatycznej. Od wiosny 1945 r. współpracował z Towarzystwem Uniwersytetów Robotniczych, w którym kierował Studium Wychowania Estetycznego. Od maja 1945 r. wchodził w skład Zarządu Klubu Literacko-Artystycznego w Bydgoszczy i działał w nim do połowy 1949 r. Inspirował spotkania autorskie, wygłaszał odczyty, organizował uroczystości rocznicowe oraz jubileusze literackie pisarzy dawnych i współczesnych. W latach 1947–1952 uczył języka polskiego w bydgoskich szkołach średnich.
Jego pasją była publicystyka. Pisywał do „Arkony”, „Ziemi Pomorskiej” (redaktor kolumny Literatura i Sztuka) i dwutygodnika „Pomorze”. Od 1952 r. objął stanowisko redaktora i kierownika działu kulturalno-oświatowego „Ilustrowanego Kuriera Polskiego”. Od 1960 r. poświęcił się wyłącznie pracy dziennikarskiej. Liczne szkice, felietony i recenzje ogłaszał również na łamach „Gazety Pomorskiej”, „Pomorza”, „Tygodnika Demokratycznego”, „Kroniki Bydgoskiej”. Ogółem napisał kilkaset artykułów oraz pracę popularnonaukową pt. „Jan Kasprowicz”. Zostawił kilka zeszytów pamiętników. W 1959 r. otrzymał nagrodę literacką miasta Bydgoszczy za całokształt twórczości.

### Działalność polityczna
Od 1945 r. aktywnie uczestniczył w życiu politycznym miasta i województwa. Należał do współorganizatorów Stronnictwa Demokratycznego w Bydgoszczy i był, zwłaszcza w pierwszych latach jego istnienia, jednym z czołowych działaczy tej partii. Wchodził w skład Wojewódzkiego Komitetu Stronnictwa (1946–1957), a w latach 1957–1959 był zastępcą przewodniczącego Prezydium Wojewódzkiego Komitetu SD. W latach 1958–1961 był członkiem Centralnego Komitetu Stronnictwa Demokratycznego. W latach następnych nie zasiadał już we władzach SD, choć nadal należał do aktywniejszych działaczy Stronnictwa w Bydgoskiem.
W latach 1945–1958 nieprzerwanie zasiadał w Miejskiej Radzie Narodowej, reprezentując w niej Stronnictwo Demokratyczne. Udzielał się zwłaszcza w Komisji Oświaty i Kultury. W latach 1958–1961 był radnym Wojewódzkiej Rady Narodowej w Bydgoszczy i członkiem Komisji Kultury tej Rady.

### Działalność społeczna
Uczestniczył także w działalności rozlicznych organizacji i stowarzyszeń: Miejskiego Komitetu Obrońców Pokoju (1949), Frontu Jedności Narodu (od 1956), Towarzystwa Literackiego im. Adama Mickiewicza, Towarzystwa Miłośników Języka Polskiego, Towarzystwa Przyjaciół Sztuki, Kujawsko-Pomorskiego Towarzystwa Kulturalnego, Towarzystwa Wiedzy Powszechnej. Był człowiekiem pracowitym i zdyscyplinowanym. Gdy przeszedł na emeryturę brał czynny udział w życiu kulturalnym miasta.
Zmarł 6 września 1978 r. w Bydgoszczy. Pochowano go na cmentarzu Nowofarnym.

### Rodzina
Jan Piechocki od 1933 r. był żonaty z Marią Haliną z Kużajów. Miał córkę Ewę Krystynę – magistra filologii polskiej i syna Andrzeja – hydrobiologa, profesora Uniwersytetu Łódzkiego.

## Odznaczenia
- Krzyż Kawalerski Orderu Odrodzenia Polski,
- Złoty Krzyż Zasługi,
- Srebrny Krzyż Zasługi (dwukrotnie, 1951[2] i 1955[3]),
- Medal 10-lecia Polski Ludowej (1955)[4],
- Odznaka 1000-lecia Państwa Polskiego,
- Medal 25-lecia Stronnictwa Demokratycznego,
- Odznaka honorowa „Bydgoszcz – Zasłużonemu Obywatelowi”,
- Odznaka honorowa „Za szczególne zasługi dla rozwoju województwa bydgoskiego”.

## Upamiętnienie
Jego imieniem nazwano jedną z ulic na osiedlu Przylesie w Bydgoszczy-Fordonie. W latach 2017-19 w procesie dekomunizacji nazewnictwa miejskiego nowym patronem fordońskiej ulicy ustanowiono prof. Zbigniewa Raszewskiego. Rada Miasta Bydgoszczy poszukuje nowego miejsca i formy upamiętnienia dla dr. Piechockiego.